# Passo de montanha

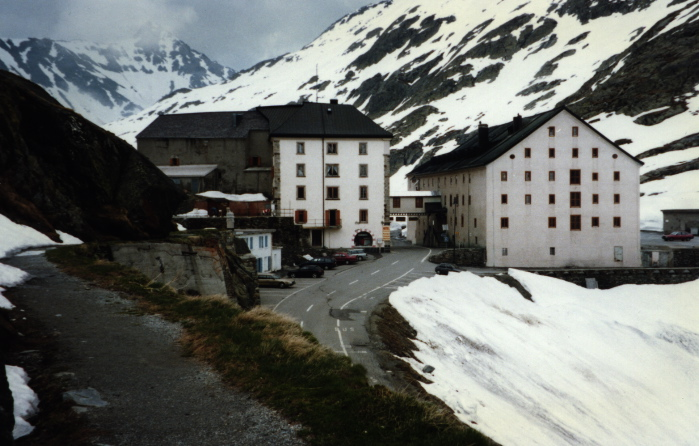
O passo do Grande São Bernardo, ainda com neve em Junho, é uma das principais rotas através dos Alpes

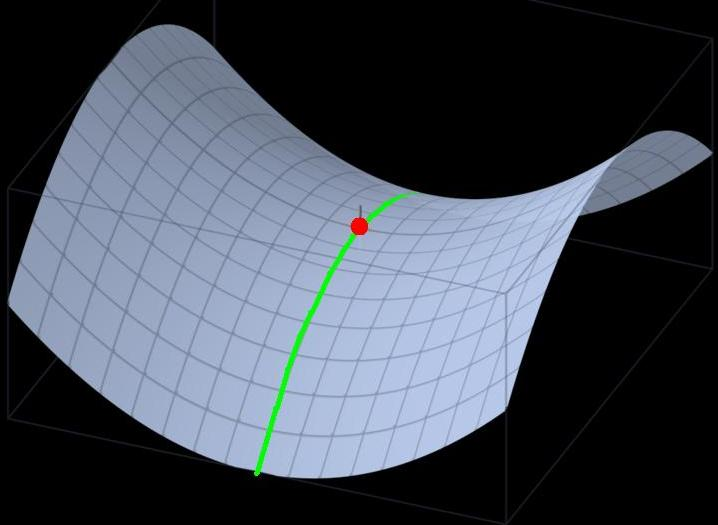
Neste perfil, o passo ou portela é o ponto vermelho, e a linha verde mostra o caminho de menor elevação através do passo de montanha

Um passo, colo, porto[carece de fontes?] ou portela é uma local de transposição de uma montanha ou de uma cadeia de montanhas.
Existem milhares de passos no mundo, como Grande São Bernardo (2 473 m, nos Alpes), passo Khyber (1 027 m, entre o Afeganistão e o Paquistão), o passo Khunjerab (4 733 m, entre o Paquistão e a China) e o Khardung La (5 539 m, no Ladaque, Índia), o Semo La (5 565 m, no Tibete Ocidental) ou o Ticlio (5 565 m, nos Andes peruanos). Os passos mais altos do mundo situam-se nos Himalaias.[carece de fontes?]
Portugal, não sendo um país de altas montanhas não possui passos notáveis, mas muitos topónimos de freguesias e lugares são compostos pelo termo 'portela' ou 'porto' quando as povoações se localizam junto destes acidentes geográficos, como as freguesias de Portela do Fojo, Portela Susã, Porto da Carne ou Porto de Ovelha.
O Brasil tampouco é um país de grandes cordilheiras ou elevadas altitudes, mas alguns passos da serra da Mantiqueira tiveram importância histórica no povoamento do interior do país e são importantes no acesso às regiões vizinhas. Dentre esses passos, destacam-se a garganta do Embaú (1 133 m), entre as cidades de Cruzeiro (São Paulo) e Passa Quatro (Minas Gerais), e a garganta do Registro (1 669 m), entre Engenheiro Passos (Rio de Janeiro) e Itamonte (Minas Gerais).

## Lista dos mais altos passos abertos à circulação automobilística

### Alpes
- 2 775 m: Passo de Iseran
- 2 757 m: Passo dello Stelvio
- 2 744 m: Passo Agnel
- 2 715 m: Passo da Bonette
- 2 646 m: Passo do Galibier
- 2 621 m: Passo di Gavia
- 2 505 m: Grossglockner
- 2 478 m: Passo do Nufenen
- 2 461 m: Passo do Grande São Bernardo
- 2 431 m: Passo da Furka
- 2 239 m: Passo Pordoi
- 2 236 m: Passo Giau

### Andes
- 4 818 m: Ticlio
- 4 748 m: Passo de San Francisco
- 4 400 m: Passo de Jama
- 4 300 m: Passo de la Raya
- 3 810 m: Passo de Uspallata
- 3 747 m: Passo de Mamuil Malal
- 3 175 m: Passo Libertadores
- 1 884 m: Passo de Pino Hachado
- 1 400 m: Passo de Lilpela
- 1 314 m: Passo de Cardenal Antonio Samoré
- 1 176 m: Passo de Carirriñe

### Serra da Mantiqueira(Brasil)
- 1 669 m: Garganta do Registro
- 1 133 m: Garganta do Embaú

### Serra Geral(Brasil)
- 1 421 m: Serra do Rio do Rastro

### Cordilheira Balcânica
- 1520 m: Passo de Beklemeto
- 1444 m: Passo de Petrohan
- 1190 m: Passo de Shipka
- 970 m: Passo de Vitinya
- 940 m: Passo de Vratnik
- 900 m: Passo de Varbitsa
- 700 m: Passo de Republikata
- 650 m: Passo de Kotel
- 400 m: Passo de Rish
- 450 m: Passo de Obzor
- 440 m: Passo de Dyulino

### Himalaias/Caracórum
- 5 539 m: Khardung La
- 5 486 m: Donkia La
- 5 425 m: Chang La
- 5 328 m: Taglang La
- 5 171 m: Kongka La
- 5 059 m: Lachung La
- 4 890 m: Baralacha La
- 4 890 m: Ganda La
- 4 827 m: Passo de Kilik
- 4 733 m: Passo Khunjerab
- 4 709 m: Passo de Mintaka
- 4 551 m: Kunzum La
- 4 400 m: Pensi La
- 4 108 m: Fotu La
- 3 978 m: Rohtang La
- 3 528 m: Zoji La

### Cordilheira Safid
- 1 027 m: Passo Khyber

### Jura
- 1 447 m: Passo do Marchairuz
- 1 323 m: Passo da Faucille
- 1 208 m: Passo da Givrine
- 1 180 m: Passo do Mollendruz

### Pirenéus
- 2 409 m: Passo de Envalira - com um túnel com pedágio (portagem) a 2 000 m
- 2 114 m: Passo do Tourmalet